# Oligomyrmex longii
Oligomyrmex longii är en myrart som först beskrevs av Wheeler 1903.  Oligomyrmex longii ingår i släktet Oligomyrmex och familjen myror. Inga underarter finns listade i Catalogue of Life.